# Jean-François Borras
Pour les articles homonymes, voir Borras.
Jean-François Borras est un ténor lyrique français, né en 1975 à Grenoble.

## Biographie et carrière

### Débuts
Enfant, Jean-François Borras appartient au chœur de garçons des Petits chanteurs de Monaco, qu'il intègre à l'âge de 8 ans. Il y reste quinze ans. En 1998, il entre à l'Académie de musique Rainier III de Monaco pour faire son apprentissage de ténor. Il débute ensuite dans les rôles lyriques classiques d'Alfredo dans La traviata, Nemorino dans l'Élixir d'amour, Roméo dans Roméo et Juliette, Edgardo dans Lucia di Lammermoor, Des Grieux dans Manon, ou plus rares comme Frick dans La Vie parisienne et Wilhelm dans Mignon. Il se produit en Allemagne, Autriche, Italie ou Grèce mais peu en France où il incarne plutôt des rôles secondaires, comme celui de Ping dans Turandot à Marseille en 2006.
Il n'aborde de grands rôles en France qu'à partir de 2007 quand le directeur de l'opéra de Rouen, Daniel Bizeray lui propose d'incarner le duc de Mantoue dans Rigoletto puis l'année suivante, Carlo VII (Charles VII) dans Giovanna d'Arco, rôle qu'il aborde également au festival de Martina Franca aux côtés de Jessica Pratt, représentation pour laquelle il sort un DVD en 2016. Il remporte également le premier prix du 3e Concours International de Chant Lyrique de Canari en Corse, en septembre 2007 et interprète, à l'occasion de la remise des prix, « recondita armonia » (Tosca) en hommage à Luciano Pavarotti qui vient de décéder. Il est également remarqué, toujours en France, lors du troisième concert des journées de Lagraulet en 2008 qui réunit de nombreux jeunes chanteurs français. Hubert Stoecklin, critique à Res Musica, note à son propos « La voix semble facile tant elle est bien conduite. Et la musicalité du chanteur lui permet d’aborder les suraigus avec facilité ». Il y retourne en 2009, année où il incarne également Arturo dans un Lucia di Lammermoor donné à la Monnaie de Bruxelles en avril, dans une mise en scène de Guy Joosten.

### Carrière internationale
Par la suite, Jean-François Borras aborde des rôles plus importants sur les grandes scènes d'opéra. Ainsi est-il Roméo dans le Roméo et Juliette de Berlioz, en 2012, au festival La Côte-Saint-André consacré à ce compositeur français puis l'année suivante en Benedict dans Beatrice et Benedict. Il est également Des Grieux dans Manon en 2010 à l'opéra de Rome et au Palais des Arts de Valence, Roméo dans Roméo et Juliette à Trieste puis Tybalt aux arènes de Vérone en 2011, Raimbot dans Robert le Diable pour ses débuts en 2012 à la Royal Opera House de Londres, puis Des Grieux à l'opéra de Paris.
Il participe également aux retrouvailles de Paris avec un opéra longtemps ignoré, la Vestale, lors de la re-création de l' œuvre de Spontini par le théâtre des Champs-Elysées en 2013. Il incarne Cinna aux côtés de la Julia d'Ermonela Jaho et de la Grande Vestale de Béatrice Uria-Monzon sous la direction de Jérémie Rohrer.
Il est Alfredo dans La traviata aux côtés de Sonya Yoncheva à l'opéra de Monte Carlo en 2013, dans la mise en scène de Jean-Louis Grinda mais aussi, en 2014, dans une traviata dirigée par Daniel Oren au pied de la forteresse de Massada, en Israël pour citer quelques rôles importants. 
La même année, en mars 2014, il est amené à remplacer Jonas Kaufmann pour une des représentations du Werther dirigé par Alain Altinoglu au Metropolitan Opera de New York, nouvelle production de Richard Eyre, très médiatisée et acquiert de ce fait une plus grande visibilité internationale notamment à New York où il faisait ses débuts. Il a été ensuite Rodolfo dans la Bohème en 2015 et 2016 pour quelques séances, Werther en 2017 à nouveau pour une représentation en remplacement de Vittorio Grigolo, puis Nicias dans Thais en 2017, rôle qu'il reprend en 2021 à l'opéra de Monte Carlo.
C'est surtout en Europe que sa carrière se construit peu à peu. Il est à nouveau remarqué au Théâtre des Champs-Elysées en Macduff dans un Macbeth mis en scène par Mario Martone en mai 2015, puis il se produit en Riccardo dans Un ballo in maschera à l'Opéra-Théâtre de Metz, en Werther et en Rodolfo à l'opéra d'État de Vienne, en Alfredo (La traviata) puis en Don José dans Carmen à l'opéra de Paris, Werther à nouveau, cette fois au Capitole de Toulouse en 2019, dans la mise en scène de Nicolas Joël et à l'Opéra de Monte Carlo en 2022. 
Il participe également à l'une des récentes productions des Chorégies d'Orange sous le mandat de Jean-Louis Grinda, le rare Mefistofele de Boito où il incarne Faust en 2018 , rôle qu'il reprend avec succès au Capitole de Toulouse en juin 2023. Il est à nouveau programmé en Don José dans Carmen pour l'édition de 2023, aux côtés de Marie-Nicole Lemieux, avec qui il a déjà fait équipe début 2022 au Capitole de Toulouse. Il a incarné Lenski dans Eugène Onéguine et Jean dans Herodiade sous la direction de Daniele Rustioni au théâtre des Champs-Elysées.
En 2023 à Genève il participe à la renaissance de l'opéra oublié, La Sorcière, de Camille Erlanger, lors d'une représentation de l'oeuvre à Genève en décembre 2023, où il chante le rôle de Don Enrique. La séance est enregistrée et donne lieu à la sortie d'un CD en octobre 2024.